# خورنووشچزنا
خورنووشچزنا (به لهستانی:  Hornowszczyzna) یک روستا در لهستان است که در گمینا جادکوویتسه واقع شده‌است.